# 双车错
双车错，也称长短车、双车等。象棋中的杀招。在将缺乏其他子力保护的时，使用两个车上下或左右交错攻击。有时，也可以借助帅（将）力将车紧贴敌将（帅）完成阻杀，如图双车错4。该局面是以两个威力最强悍的棋子完成绝杀。
| 双车错1 双车错2 双车错3 双车错4 |

## 解杀还杀
| 双车错5黑方可走车６退６，即可拔簧马反杀红方。 |